# 波爾圖大學
波爾圖大學（葡萄牙語：Universidade do Porto）是位于葡萄牙波爾圖的一所公立大学，由共和國臨時政府於1911年3月22日成立，為目前葡萄牙最大的教育組織之一，該校於十九世紀由綜合理工科學院(Academia Politécnica)和外科醫科學校(Escola Médico-Cirúrgica)的基礎下建立起來。
按世界大學網路排名，該大學在2019年位列國內第1，全球第205。

## 歷史
波爾圖大學由共和國臨時政府於1911年3月22日成立，但有說該校是在更早的若澤一世(1762)的航海教室和瑪莉亞一世(1779)的繪圖教室的基礎下建立起來的。

## 外部連結
- 波爾圖大學網址 （页面存档备份，存于）